# Independența (Călărași)
Pour les articles homonymes, voir Independența.
Independența est une commune du județ de Călărași en Roumanie.